# Gemmage
 (mars 2024).

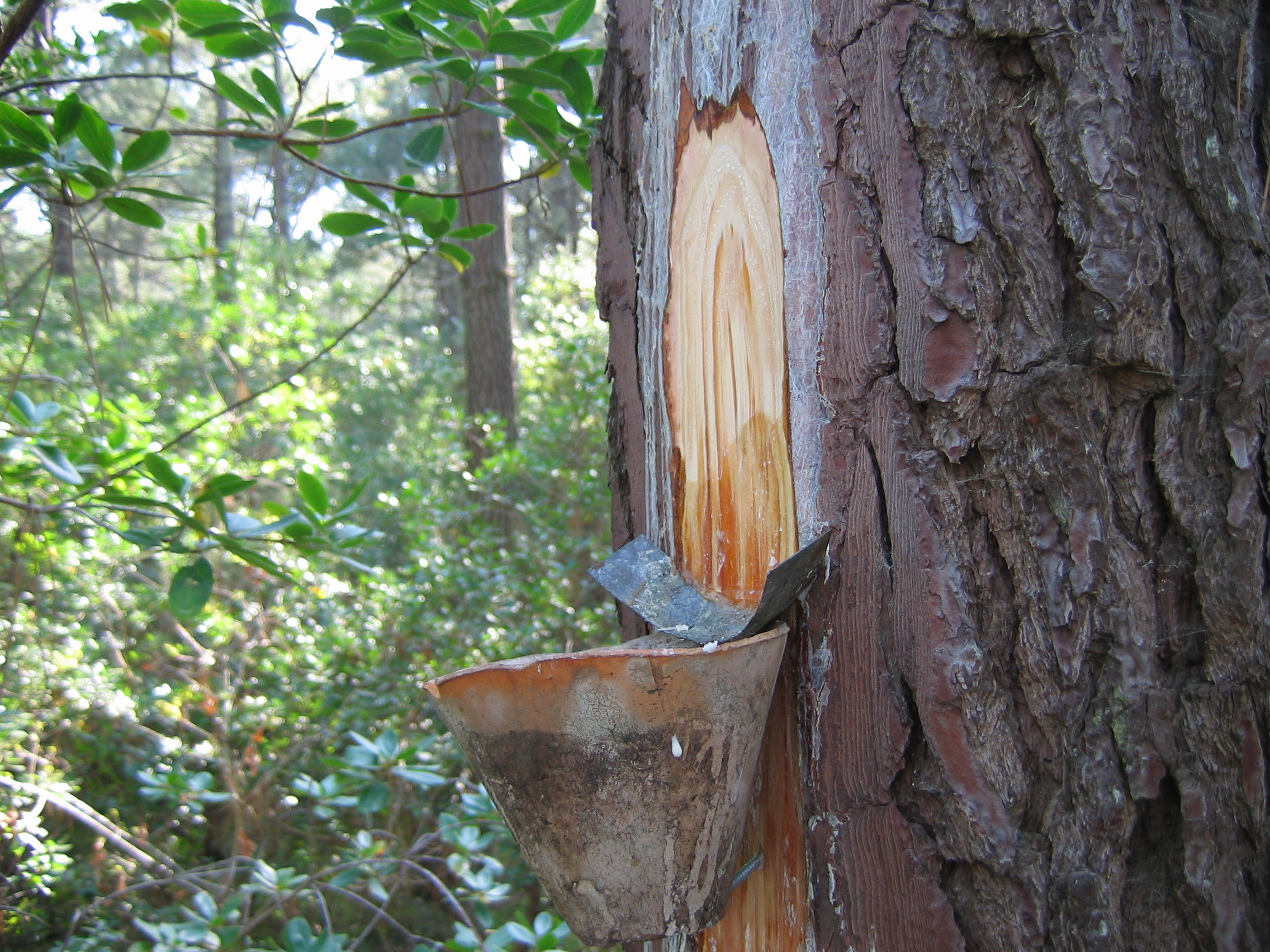
Pin gemmé en Pays de Buch, sentier du gemmage de la Salie.

Le gemmage vise à récolter l'oléorésine sur un pin vivant (en France principalement Pinus pinaster, le pin maritime). L'oléorésine mêlée d'eau, provenant principalement des pluies, et d'impuretés solides, prend alors le nom de « gemme ». La gemme, après clarification, porte le nom de térébenthine. 
Le professionnel qui effectue la saignée du pin est appelé résinier ou gemmeur.
Le gemmage à mort vise à récupérer la totalité de la résine d'un pin destiné à être coupé.
Cet article s'attache à décrire la pratique ancienne du gemmage dans les Landes de Gascogne.

## Présentation
La résine circule dans les canaux résinifères, ou trachéides, qui se situent dans l'aubier. Elle participe au phénomène de compartimentation (CODIT), en bouchant physiquement les trachéides lors d'un dommage accidentel et au contact de l'air. Elle est composée à 70 % de colophane (ou arcanson en gascon, dérivé du nom de la ville d’Arcachon), 20 % d’essence de térébenthine, et 10 % d’eau.
L'invention du gemmage remonte à l'époque gallo-romaine, mais le procédé amorça en France sa phase industrielle au XVIIe siècle, pour se généraliser dans les landes de Gascogne à partir du milieu du XIXe siècle avec la fin du système agro-pastoral et le boisement massif de la plaine sableuse des Landes.
On distingue couramment le gemmage à vie, modéré et qui permet la croissance de l'arbre, du gemmage à mort qui l'épuise en quelques années avant son abattage.
Le gemmage est une activité très caractéristique de l'exploitation traditionnelle de la forêt de pin des Landes. On retrouve également la pratique du gemmage en Amérique, en Chine (premier pays producteur de résine), au Brésil et en Europe en Espagne, au Portugal, en Allemagne, etc.
L'origine du mot gemmage provient de la « gemme » : résine du pin maritime.

## Une technique ancestrale: le gemmage au «cròt»

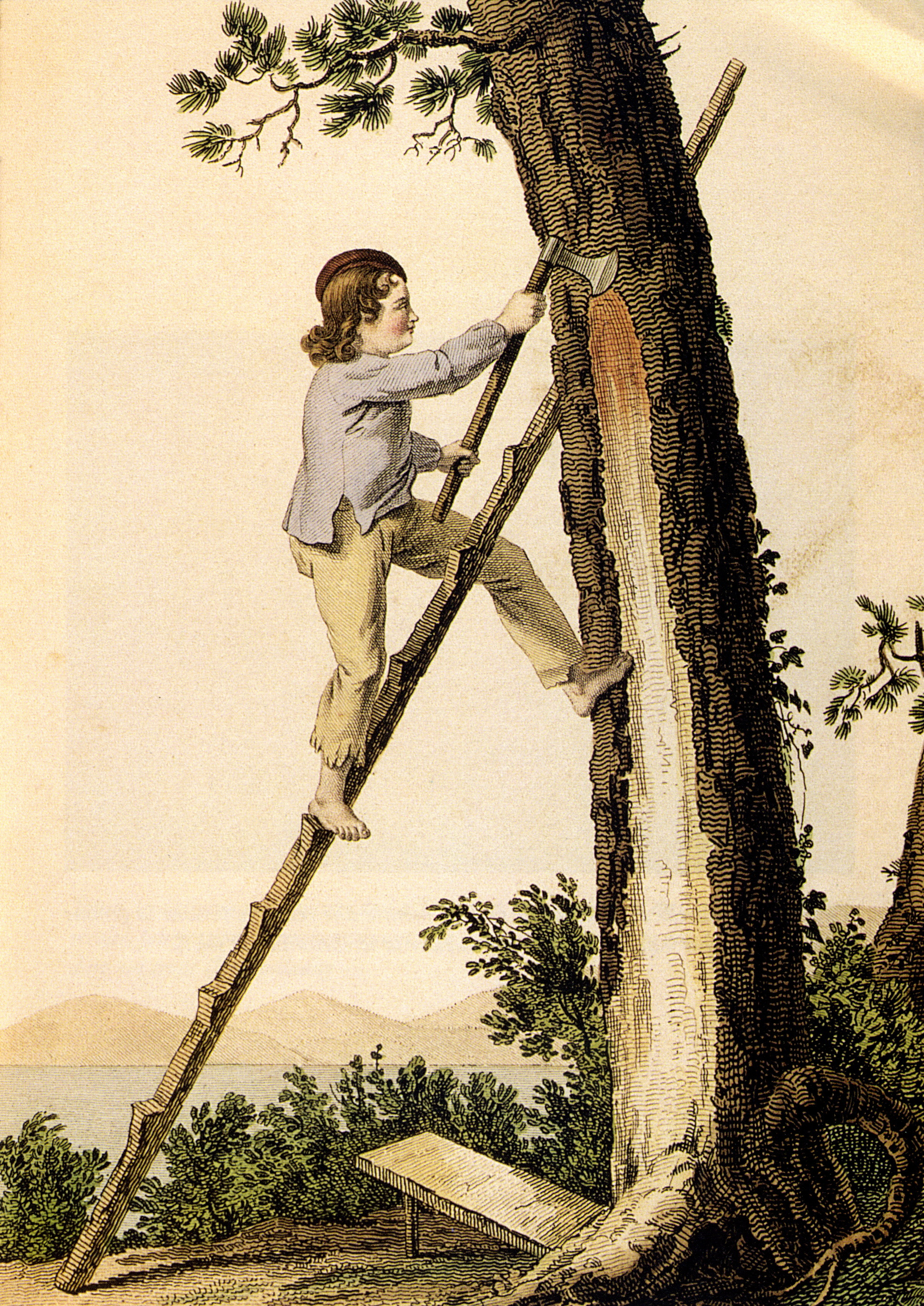
Gravure de 1818 illustrant le gemmage au « cròt » à la Teste-de-Buch.

Depuis plus de 2000 ans, des îlots de forêt spontanée occupaient une grande partie de la région. On retrouvait ces forêts millénaires sur la côte, comme à Lacanau, Le Porge, La Teste de Buch, Biscarrosse, et en Marensin. Les Romains y exploitaient déjà la résine, notamment pour le calfatage des bateaux. La pratique connue la plus ancienne est celle du gemmage au « cròt » (trou en Gascon).
Pour récolter la résine, les anciens gemmeurs creusaient un trou au pied du pin, en général entre les racines, qu’ils tapissaient de mousse. Ils réalisaient ensuite une incision dans l’arbre appelée care avec le hapchòt (hache en gascon, ayant l’extrémité recourbée). De cette blessure coule la résine qui sera récoltée trois à quatre fois par an, c’est l’amassa.
Il fallait régulièrement reprendre l’incision, car l’arbre cicatrise rapidement. La care pouvait ainsi s’élever jusqu'à 4 m. À cette hauteur, les résiniers utilisaient le pitèir, sorte d’échelle à un seul montant qui nécessitait un bon sens de l’équilibre !
Vers la fin de la saison (au mois de novembre), on grattait la care pour récupérer la résine cristallisée. Cette méthode n’était pas vraiment optimale car la résine obtenue contenait beaucoup d’impuretés (sable et brindilles) et l'essence de térébenthine s’évaporait lorsque la résine coulait le long de la care.

## Invention du pot de résine, le gemmage traditionnel

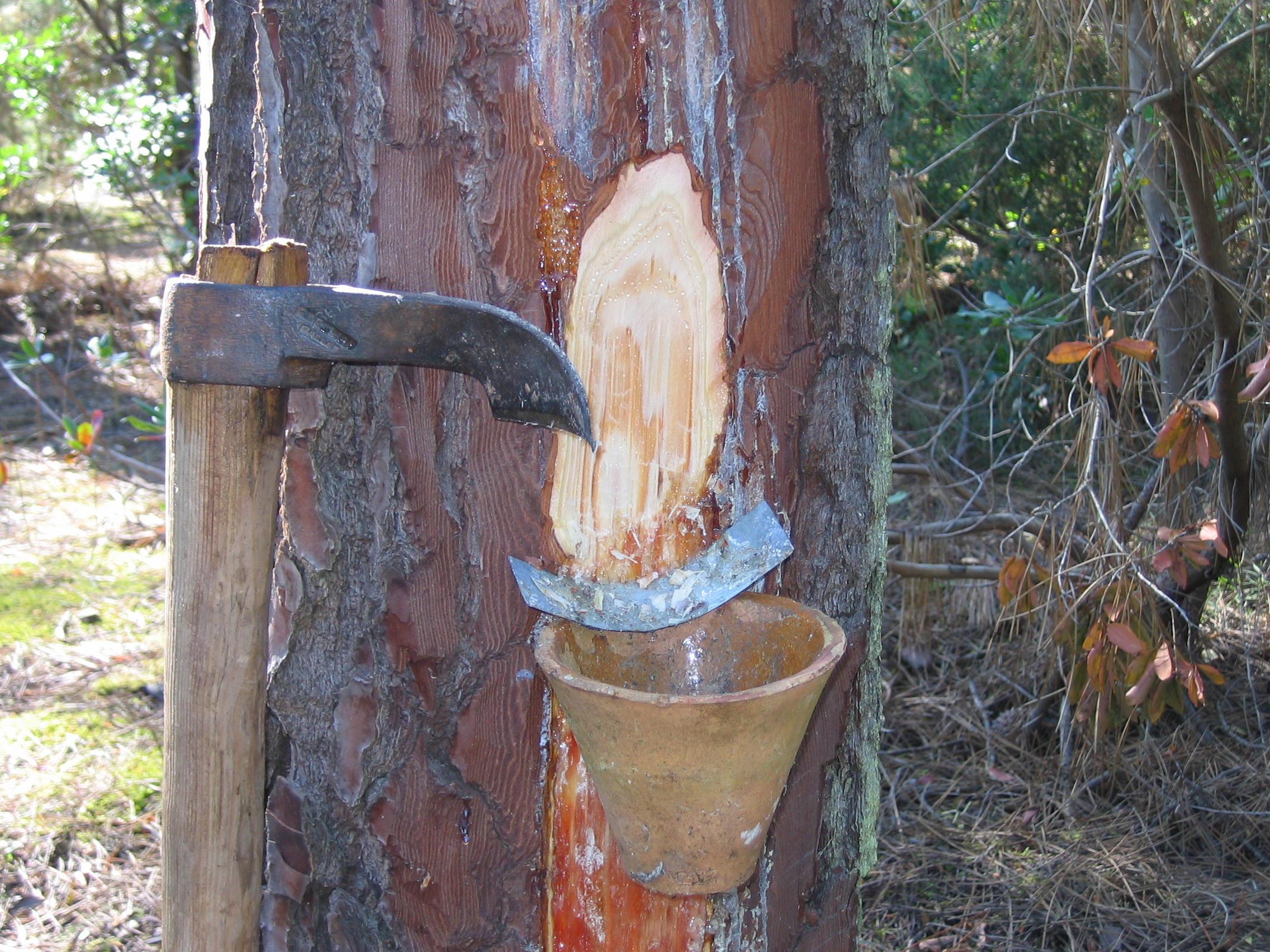
Une care avec son pot de résine.

Pierre Hugues, avocat et agriculteur bordelais breveta vers 1840 un nouveau système pour récolter la résine qu'il mit au point à Pessac. Une partie seulement de son procédé, quelque peu compliqué, sera reprise : l’utilisation d’un pot en terre cuite coincé entre une lamelle de zinc et un clou au bas de la care pour récolter la résine. Ce pot était dit ascensionnel car il suivait chaque année la montée de la care. Le principal avantage était que la résine récoltée contenait moins d’impuretés, et c’est ainsi que durant la deuxième moitié du XIXe siècle ce procédé se généralisa. Le hapchot aussi évolua, la lame devint plus étroite et son tranchant  était orthogonal à l’axe du manche, par opposition à la hache traditionnelle, où le tranchant est parallèle.

## Le gemmage à l'activée
Une autre technique fut introduite en France dans les années 1950, celle du gemmage à l’activée qui consistait à pulvériser de l’acide sulfurique sur la care augmentant le rendement, mais attaquant le pin en profondeur. Cette technique fut mise au point en Russie et en Allemagne durant la Première Guerre mondiale. La saison chaude étant très courte, et la main-d'œuvre faisant défaut à cette époque, des recherches permettant d'augmenter les rendements et de diminuer le temps passé par les opérateurs sur les arbres furent développées, consistant à appliquer des activants sur les cares. Les Américains reprirent ces travaux et exportèrent le gemmage à l'acide sulfurique en France dans la seconde moitié du XXe siècle. L'acide sulfurique maintient les canaux conducteurs de résine ouverts et ralentit la cicatrisation. Le pin réagit à la blessure en produisant davantage de résine. Les piques peuvent être pratiquées à intervalles moins réguliers (15 jours au lieu de 7 au hapchot) pour une récolte plus rapide (15 jours au lieu d'un mois au hapchot). L'outil utilisé est une « rainette », incorporant à la fois une lame tranchante de 2 cm de large, servant à pratiquer une pique horizontale sur 10 cm, avant de pulvériser l'acide grâce à un bidon à embout aérosol fixé sur le manche de l'outil. Cette technique a coexisté avec le gemmage au hapchot dans l'ensemble du massif gascon, jusqu'à la disparition du gemmage en 1990.

## Déroulement d’une campagne de gemmage

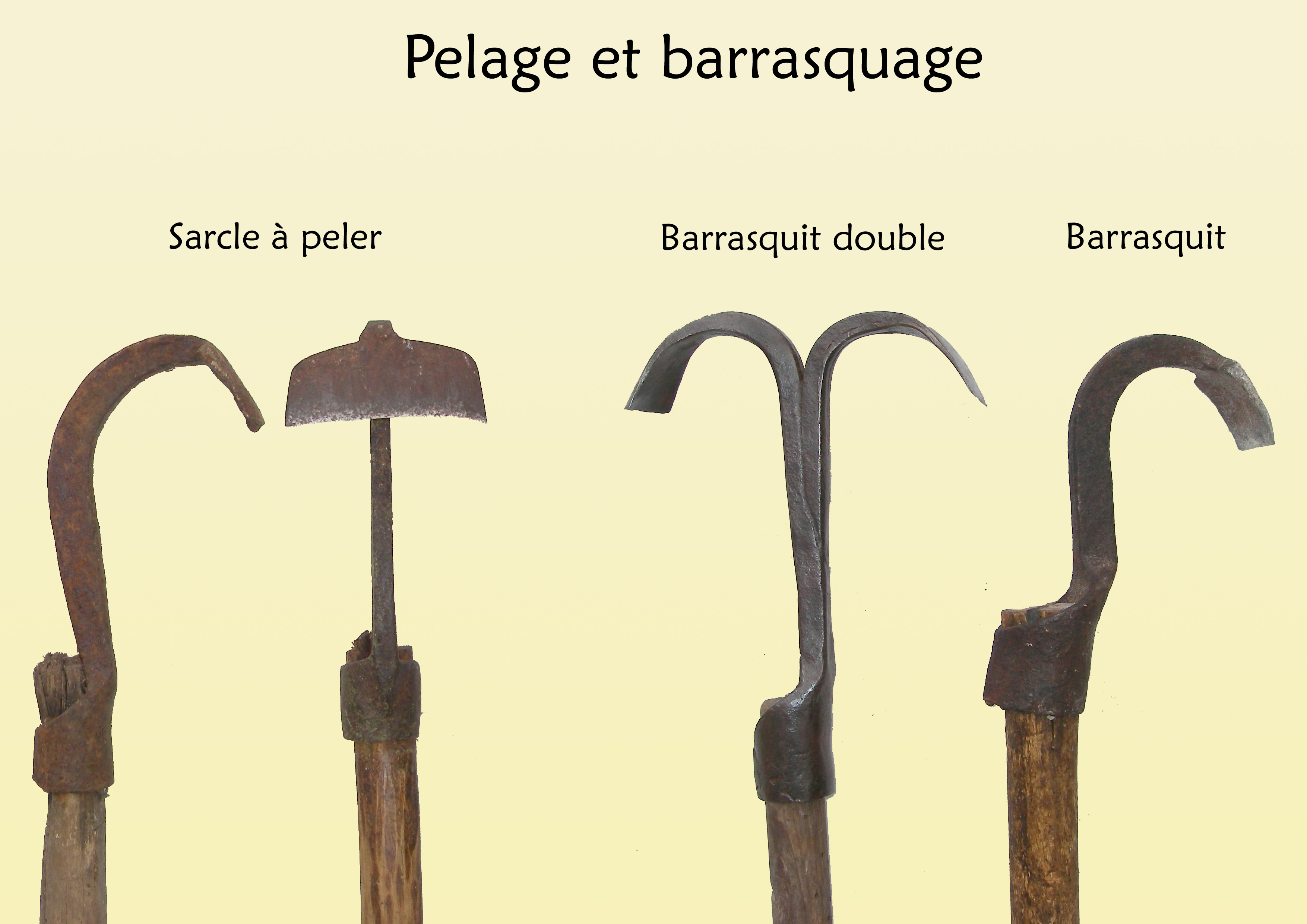
Pelage et barrasquage.

Une campagne de gemmage commence début février. On dit qu'un pin est prêt à être résiné dès que l’on peut l’entourer de son bras sans apercevoir sa main.
Il faut alors préparer la future care, que l’on place à l’est car elle est à l’abri des intempéries. Pour cela on utilise le sarcle à peler, outil en acier, recourbé qui va permettre de racler l’écorce. Le pelage est une opération délicate car il faut laisser une fine épaisseur d’écorce en évitant de blesser le pin prématurément.

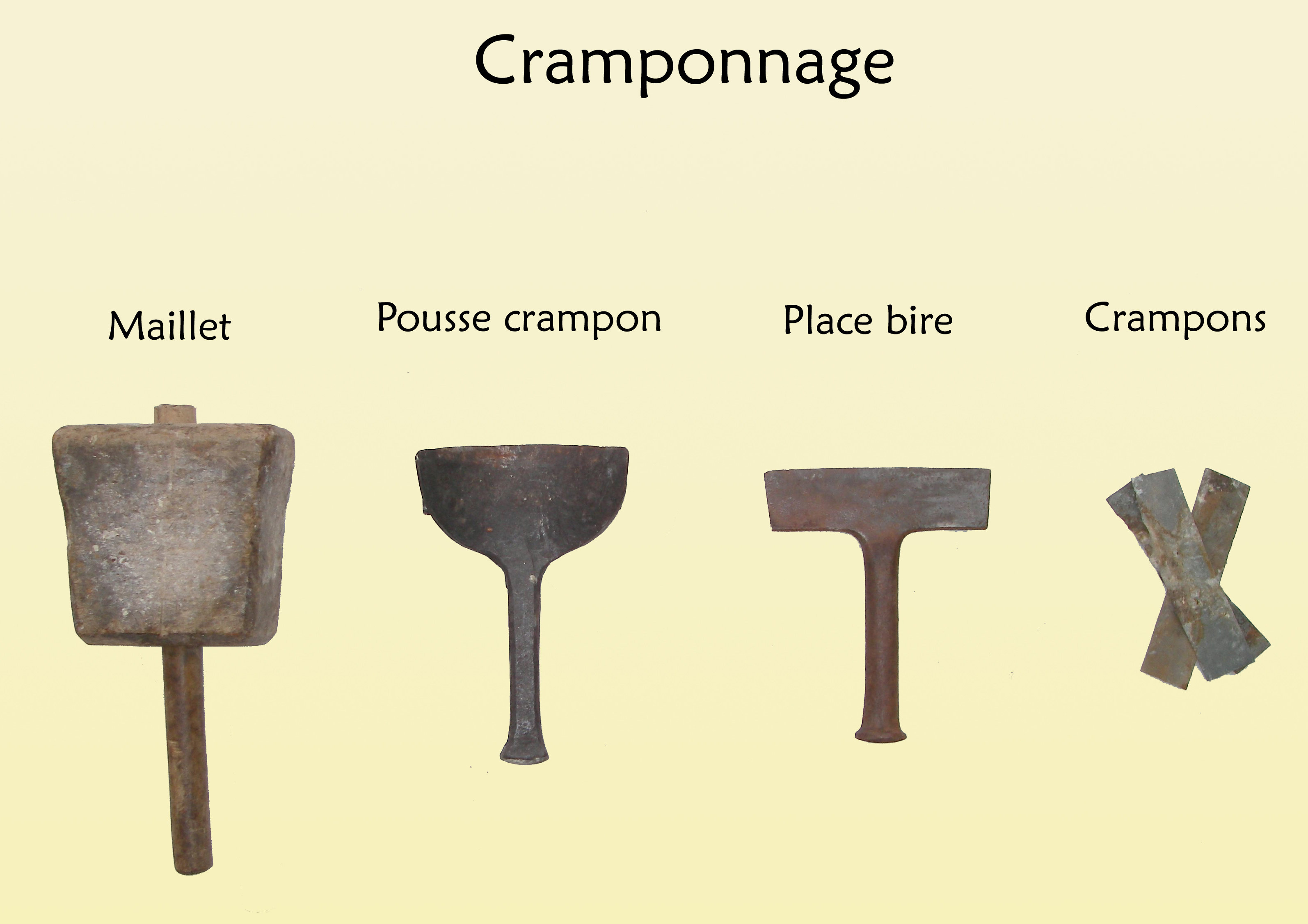
Cramponnage.

Vient ensuite le cramponnage, qui consiste à placer une lame de zinc incurvée dans le pin (le crampon), grâce au pousse-crampon, pièce en métal présentant une extrémité convexe et tranchante, que l’on cogne avec un maillet. Le crampon va retenir le pot et surtout guider la gemme à l’intérieur.
Pour préparer le bassot (la première care que l’on ouvre au pied du pin) on place le zinc un peu au-dessus du sol pour pouvoir placer le pot juste en dessous.
Pour les arbres dont la care a déjà au moins un an, on place le crampon à environ 10 cm du haut de la care de l’année précédente, ainsi qu’une pointe un peu plus bas, pour retenir le pot que l’on coince entre le zinc et le clou.

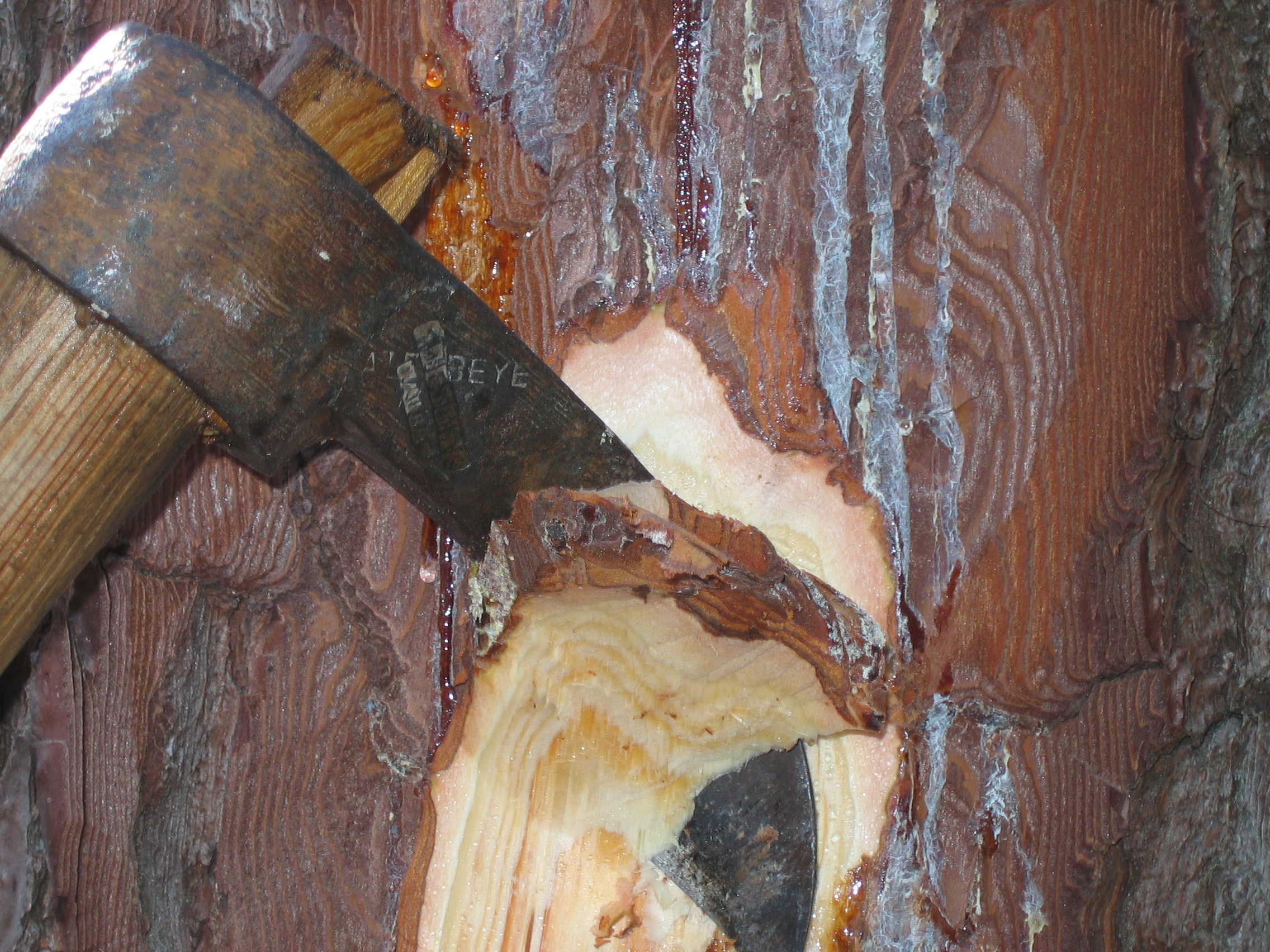
La pique.

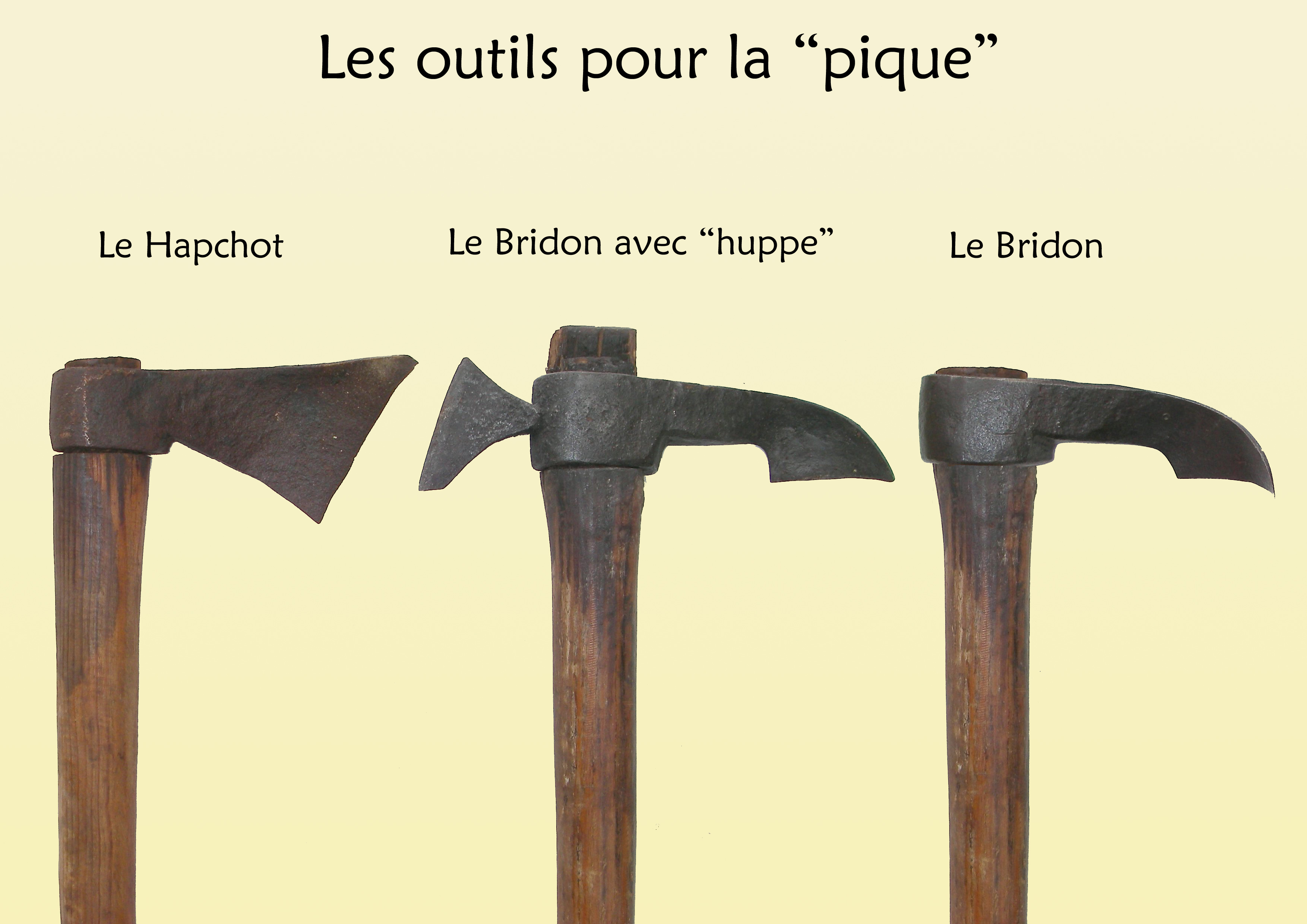
Les outils pour la « pique ».

Vers la mi-mars, on réalise la première pique à l’aide du hapchot. Pour les cares de première année, on entaille l’arbre juste au-dessus du crampon, pour celles de deuxième, troisième, quatrième année et plus, on poursuit l’entaille de l’année précédente.
La profondeur de la care ne doit pas excéder 1 cm.
Afin que la résine coule régulièrement, il faut rafraîchir les cares toutes les semaines en progressant de quelques centimètres vers le haut à chaque pique. Les copeaux qui tombent sont appelés des galips et sont gardés pour allumer le feu.

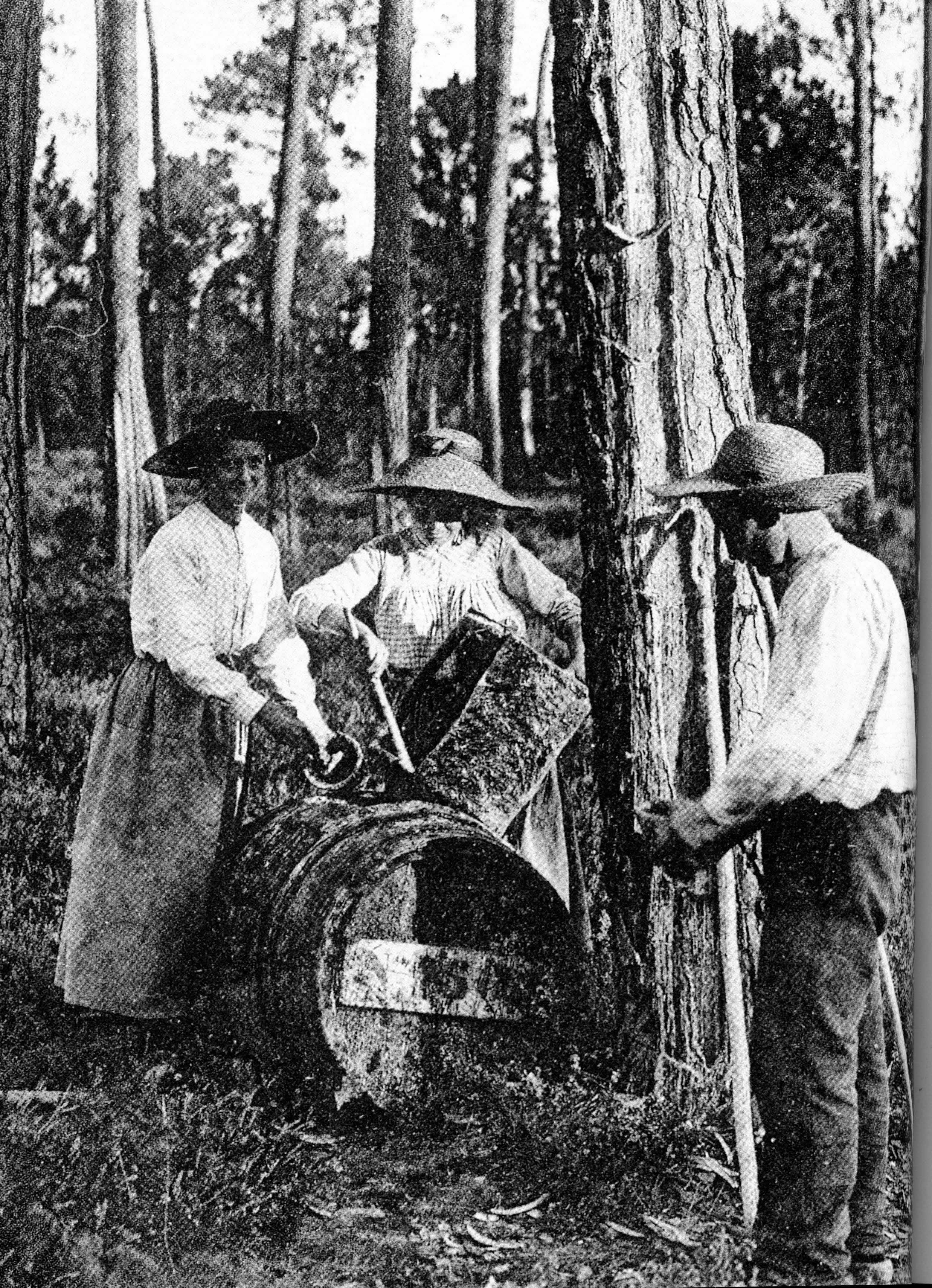
L'amasse (récolte de la résine) en Pays de Buch.

La pique occupe les gemmeurs durant la majorité de la campagne de gemmage, jusqu’au mois d’octobre. On progresse en général de 1 m par an, les cares qui ont plusieurs années peuvent atteindre jusqu'à 5 m. Le résinier montait alors sur son pitey pour pratiquer la pique. Le béret Landais constituait lui aussi un outil de travail, puisqu’il protégeait les yeux du résinier des petits copeaux de bois.
À ce stade, la température et l’ensoleillement sont décisifs, plus il fait chaud, plus la résine coule.

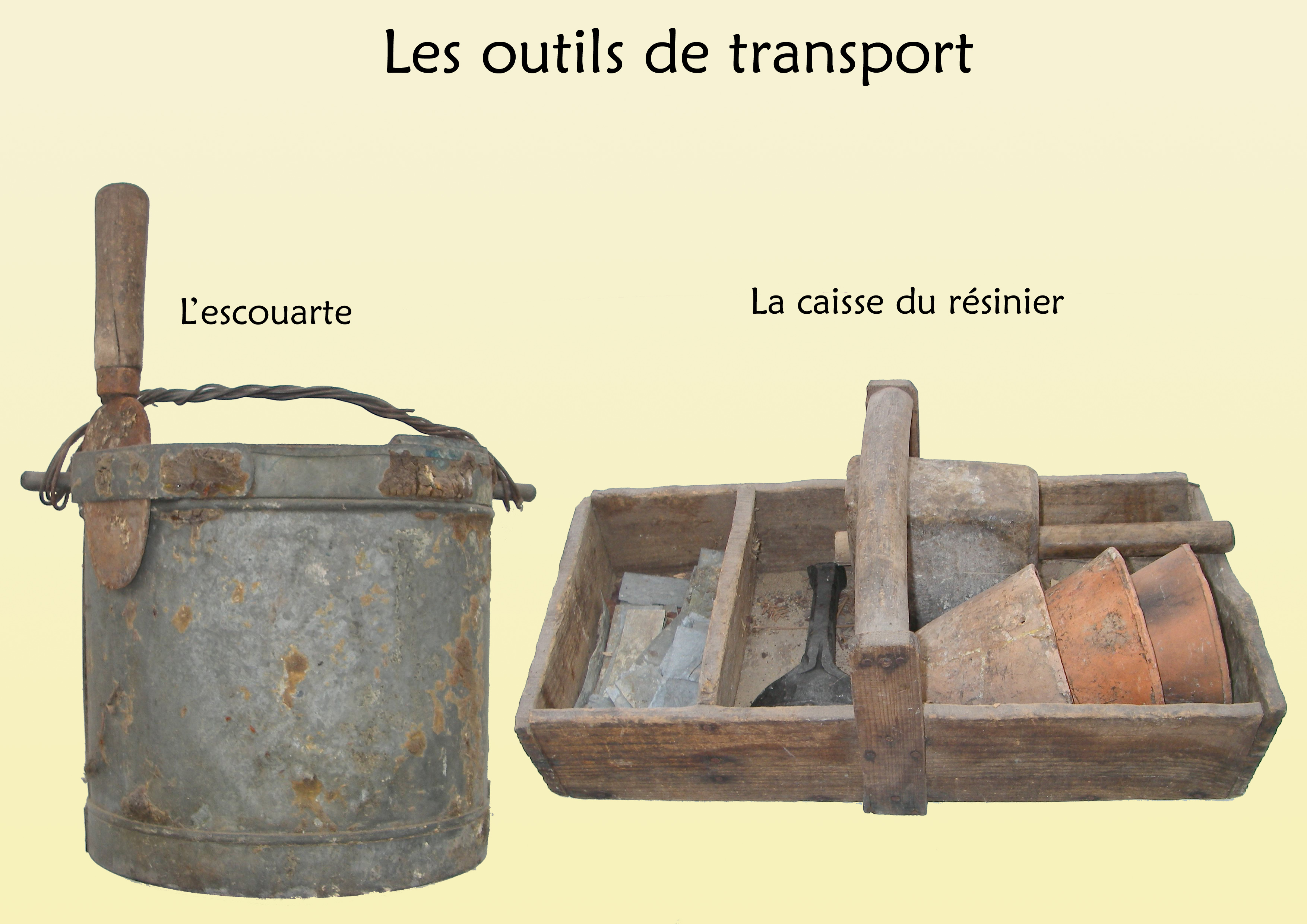
Les outils de transport.

Quand les pots étaient pleins, la femme du résinier les vidait grâce à une petite spatule (la palinette) dans des escouartes (récipients de 16 litres en bois ou en zinc), c’est l’ammasse. Les escouartes seront à leur tour vidées dans des barriques en métal pour être enfin acheminées vers les distilleries de résine.
La campagne se termine au mois de novembre avec l’arrivée de l’hiver. La dernière étape est le barrasquage. Le résinier entoure le pied du pin avec un drap et gratte la résine séchée sur la care pendant toute l’année avec le barrasquit. Le barras (résine sèche tombée sur le drap) est ensuite ajouté à la résine molle dans la barrique.
Au fil des saisons, le résinier entamera de nouvelles cares autour de l’arbre, ainsi un pin peut être gemmé pendant près de 80 ans. Un résinier devait en moyenne s’occuper de 4 000 pins, qui produisaient chacun environ 2,5 litres de résine par an en sachant qu’une care produit 1 à 1,5 litre par an.
Avec le temps, des bourrelets se forment sur les côtés de la care, l’arbre cicatrise. Mais cette cicatrisation est rarement complète, et certains pins gemmés à mort (sur tout le tour de l’arbre) ont été tellement sollicités, qu’en cicatrisant ils s’évasent dans leur partie inférieure. On les appelle des pins-bouteilles.

## Le traitement de la gemme

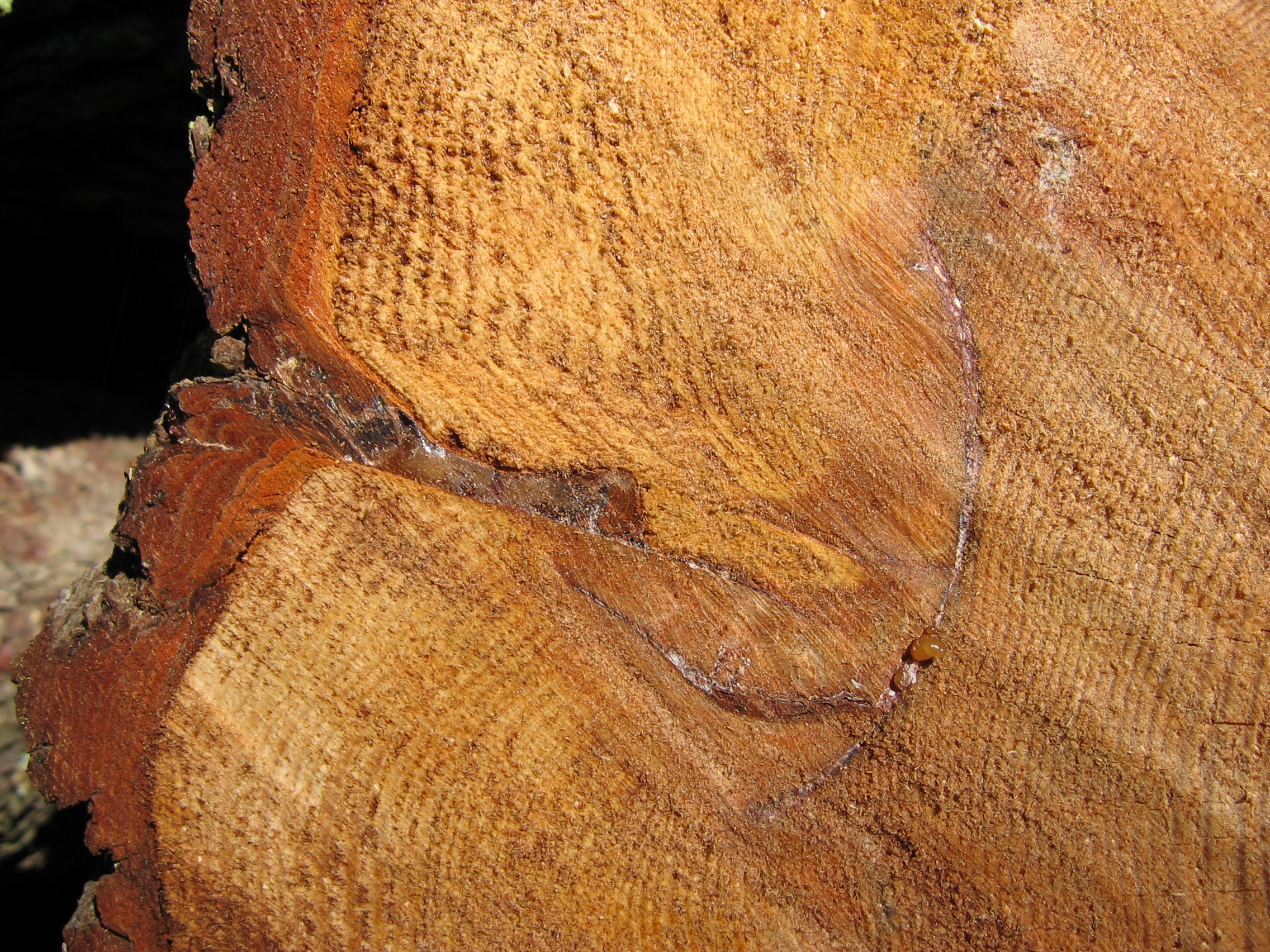
Coupe transversale d'un pin gemmé : on aperçoit l'empreinte arrondie de la carre, et les bourrelets latéraux de réaction

Afin de satisfaire des industries chimiques qui reposaient sur la distillation de la résine de pin, il fallait récolter des quantités considérables de ce produit.
Les barriques remplies de résine, sont acheminées vers les distilleries. De tout temps, la résine issue des forêts du littoral était de meilleure qualité, les pins étant plus vigoureux et le climat plus clément. Par exemple, les résines de La Teste de Buch se vendaient plus cher et étaient d'excellente qualité : on pouvait en extraire jusqu'à 22,1 % de térébenthine contre 19,9 % à Dax et 19,5 % à Mont-de-Marsan.
Après la réception des barriques, il fallait épurer la résine, qui contenait souvent de l'eau et quelques débris végétaux. Vient alors la distillation proprement dite. De l'eau pure est ajoutée à la gemme, le tout est chauffé à une température inférieure à 185 °C. À 100 °C, les vapeurs d'eau entraînent la térébenthine qui passent dans le serpentin où elles se liquéfient, et sont ensuite récupérées. Quand la température atteint 180 °C, on filtre le résidu obtenu au fond de la cuve. On obtient alors un produit appelé brai ou colophane selon sa teinte : les plus foncés étaient les brais, redivisés en trois catégories, et les plus clairs, les colophanes, elles aussi redivisées en trois catégories. Les meilleures colophanes étaient exposées au soleil et prenaient une teinte jaune pâle, elles étaient très recherchées. On les produisait principalement à La Teste, et étaient appelées les « colophanes du soleil ».
- Les applications de ces deux produits étaient très nombreuses. La térébenthine était utilisée dans quatre grands domaines :

1. les produits d'entretien
2. les peintures et les vernis
3. les produits de synthèse (caoutchouc, parfums, etc.)
4. l'industrie pharmaceutique

Les brais et colophanes quant à eux servaient dans la fabrication de l'encre noire d'imprimerie, de savons, de linoléums, plastifiants, colles, huiles et graisses industrielles, etc. On s'en servait également pour frotter les crins d'archet des violons. Les plus belles colophanes étaient même gardées pour le glaçage des papiers.
En soumettant divers déchets imprégnés de résine à une forte chaleur, on pouvait de plus extraire certains goudrons qui étaient gardés pour le calfatage des bateaux.
L'exploitation de la résine fournissait du travail à un grand nombre d'artisans, du potier au forgeron pour les outils, en passant par les employés de l'usine de distillation, et les gemmeurs, sans oublier chimistes et tonneliers.

## Le calendrier du gemmeur
- février : pendant cette période, le gemmeur ouvre le chantier. Il prépare les pins, d'abord à la hache pour enlever l'écorce sur 50 cm de haut puis pose les crampons (lames de zinc arrondies), les pots, et façonne la première care.

- mars : selon l'ensoleillement, la campagne peut commencer au début du mois.

- d'avril à septembre :
  - gemmage traditionnel : périodiquement, environ tous les huit jours, le gemmeur rafraîchit la care et fait une "pique" (légère incision au sommet de la care, permettant l'écoulement de la résine)
  - gemmage à l'active : à partir de 1950, pour empêcher l'obstruction des canaux résinifères et activer la sécrétion de la résine, le gemmeur projette une solution d'acide sulfurique sur la pique, à l'aide de la rainette, tous les douze jours.

En fin de mois, depuis le début de la pique jusqu'au début du barras (résine durcie sur la care), se fait l'amasse, c'est-à-dire la collecte de la gemme. Les pots sont vidés dans des fûts qui seront acheminés vers la distillerie.
- octobre - novembre : en fin de saison, le gemmeur fait le ramassage du barras.

## Glossaire
Quelques termes liés au gemmage :

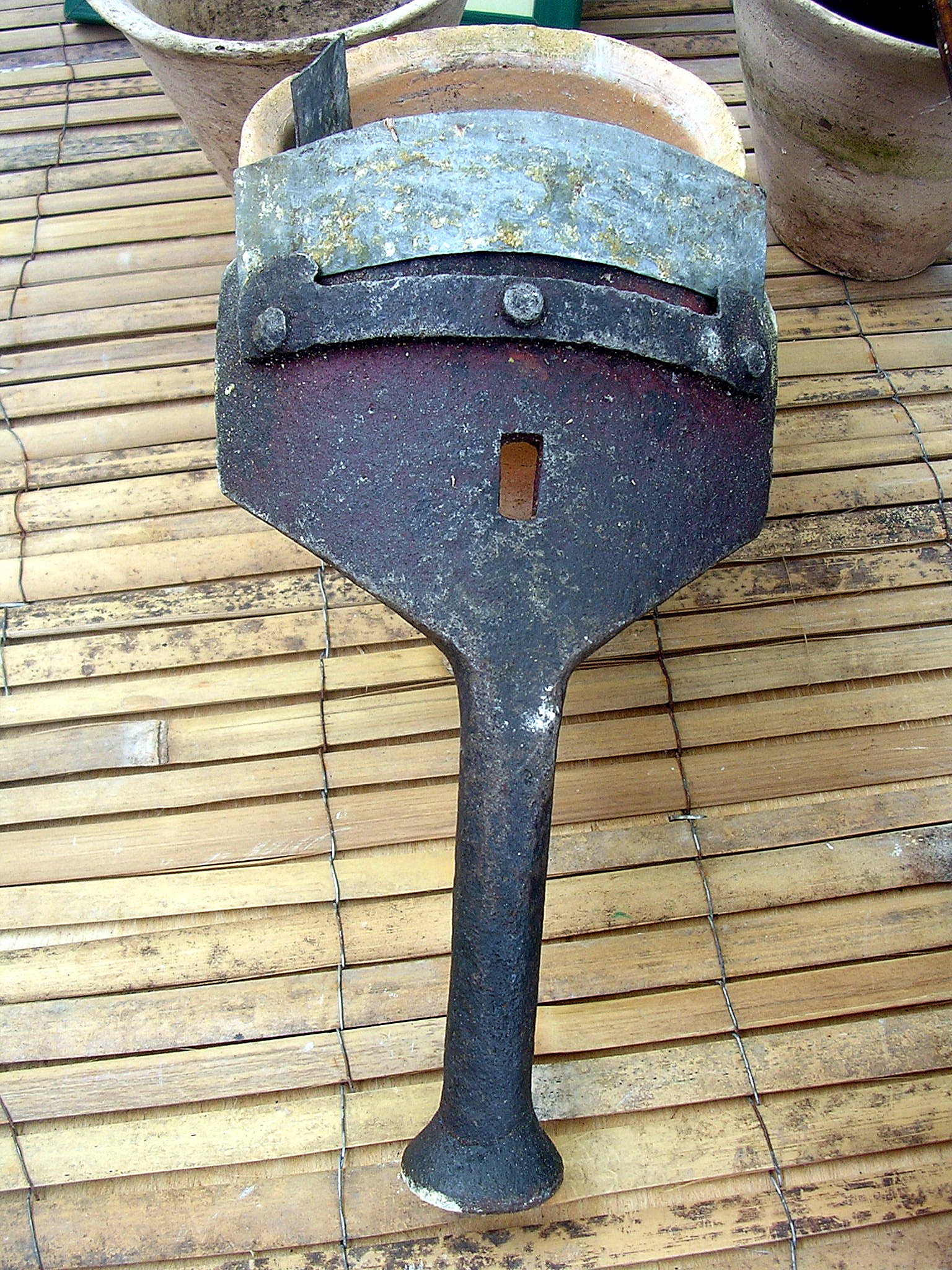
Pousse-crampon.

- Amassa : récolte de la résine contenue dans les pots
- Barràs : gemme durcie sur la care
- Barresquit : outil utilisé pour enlever le barras sur les cares
- Bridon : hapchot utilisé après 1900
- Care : blessure faite à l'arbre par le hapchot ou le brindon et qui permettra l'écoulement de la résine
- Esporguit ou sarcle a pelar : outil servant à enlever l'écorce à l'emplacement futur de la care
- Hapchòt : premier outil servant à inciser, tailler ou « piquer » les pins
- Pica : incision faite périodiquement en haut de la care
- Pitèir : échelle à montant unique du gemmeur
- Place-vira : outils utilisés pour poser les crampons droits
- Possa-crampon : outil utilisé pour poser les zincs arrondis
- Rainette : outil servant à faire les piques, porteur de la bouteille d'acide sulfurique dilué (gemmage à l'active)

## Aujourd'hui

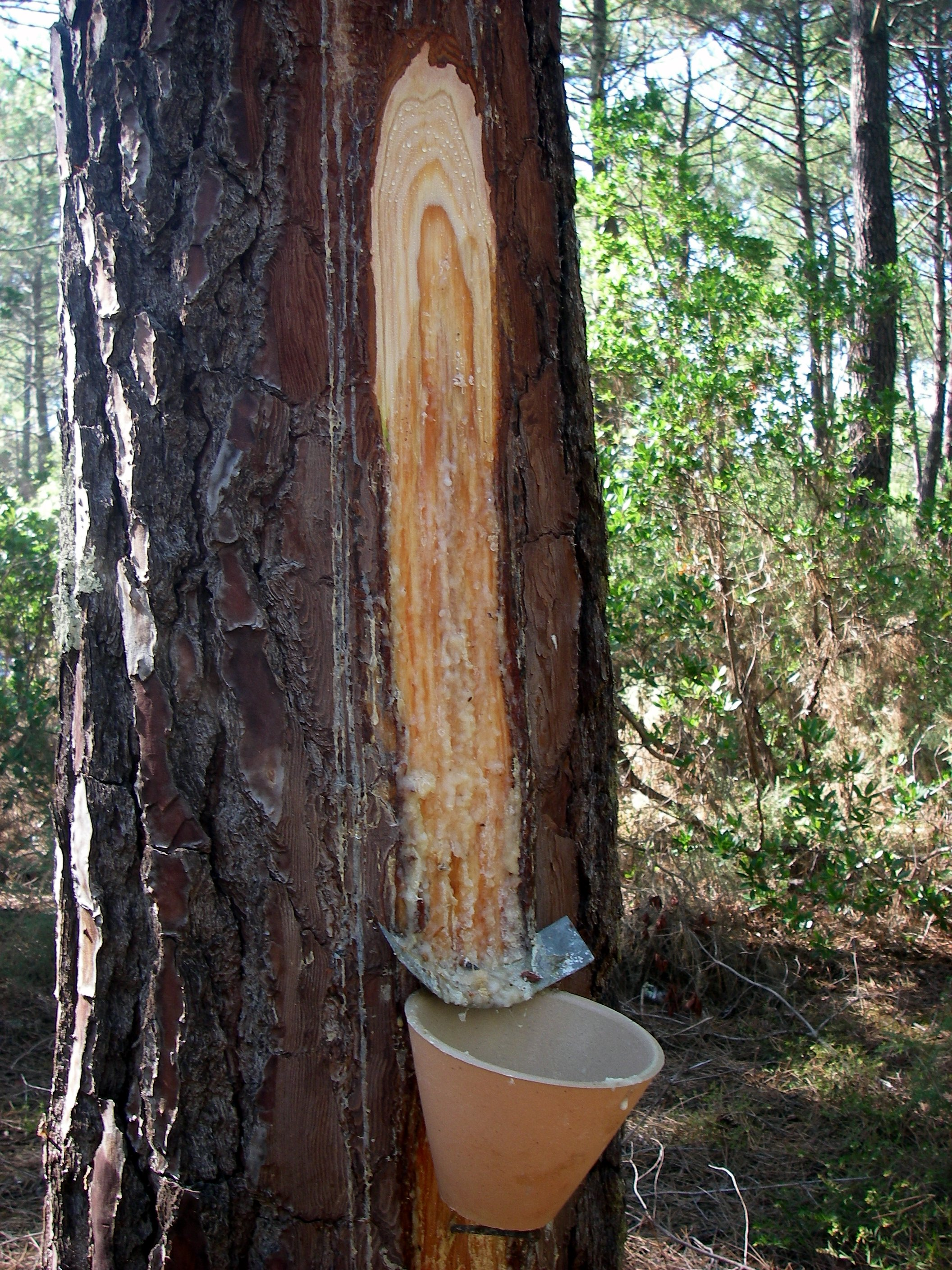
Une care au mois d'août.

Le gemmage a décliné progressivement après les années 1960, et a totalement disparu en forêt de Gascogne en 1990. L'industrie chimique (essence de térébenthine et autres dérivés terpéniques, par exemple) a trouvé d'autres sources plus économiques pour ses produits de base en important de la gemme étrangère à faible coût de main-d'œuvre.
Aujourd'hui encore, l'exploitation touristique et publicitaire de la forêt donne lieu à la vente de petits pots de terre très semblables à ceux qui étaient utilisés à l'époque. Cette activité qui a longtemps été la seule activité industrielle de la région landaise est devenue une caractéristique, une icône des Landes (au même titre que les échassiers landais).
Cette icône se retrouve sur de nombreuses cartes postales destinées au tourisme et on la retrouve aussi dans le cadre de l'écomusée de Marquèze et de quelques sentiers de présentation du gemmage.
Plusieurs projets de relance sont en cours, utilisant le système de collecte de la résine en vase clos. Depuis 2012, des expérimentations ont lieu dans le Médoc (au Porge) sur le bassin d'Arcachon et à Biscarrosse. Plus de 25 ans après la fin de la récolte de résine en France, un investisseur indépendant en était, en 2013, à sa troisième campagne de gemmage,.

## Poème
Théophile Gautier évoque la pratique du gemmage dans son poème Le Pin des Landes. Dans une lettre du 5 juin 1845, il écrit :

« Ne sachant à quoi m'occuper l'esprit pendant cette route interminable, je m'amusai à composer la petite pièce en vers suivante, inspirée par ces pins mélancoliques »

Un extrait :
Car, pour lui dérober ses larmes de résine,

L’homme, avare bourreau de la création,

Qui ne vit qu’aux dépens de ceux qu’il assassine,

Dans son tronc douloureux ouvre un large sillon !

## Illustrations

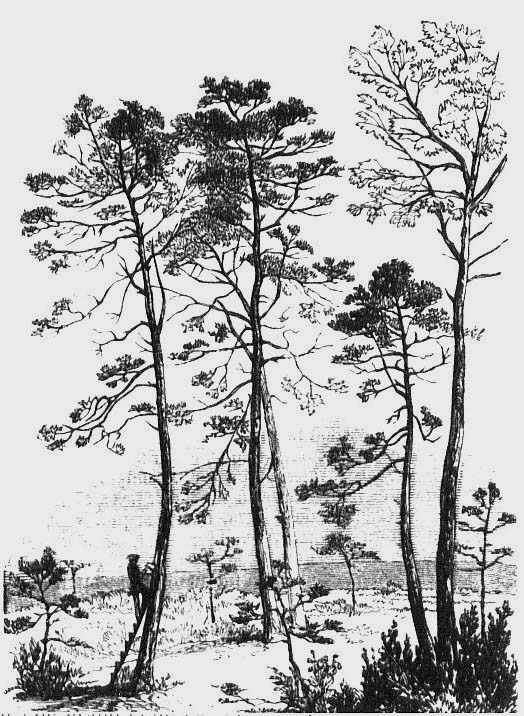
Récolte de la résine, gravure d'après Louis Anselme Longa.
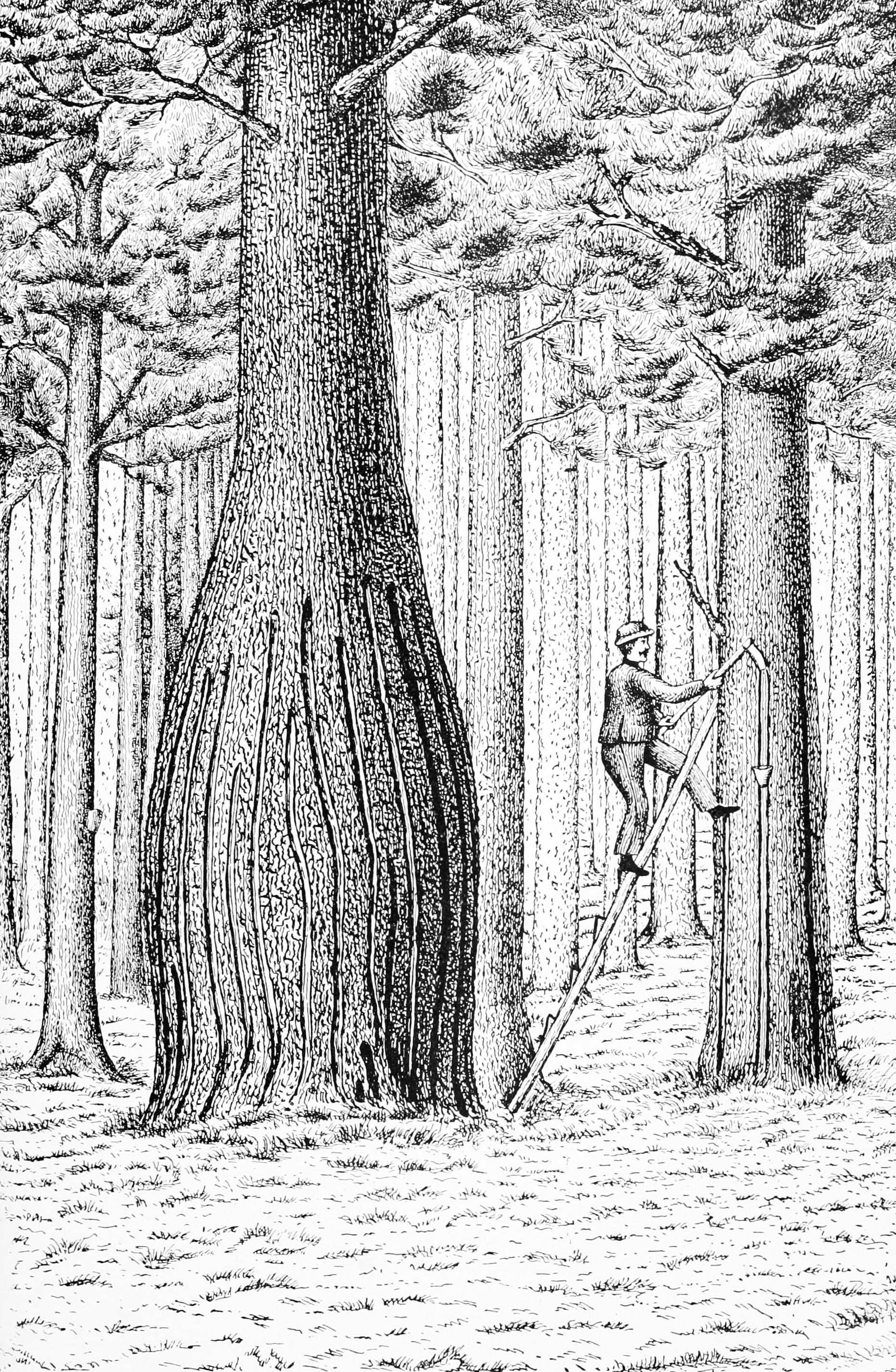
Illustration du gemmage landais dans la revue américaine Popular Science (1895-1896).
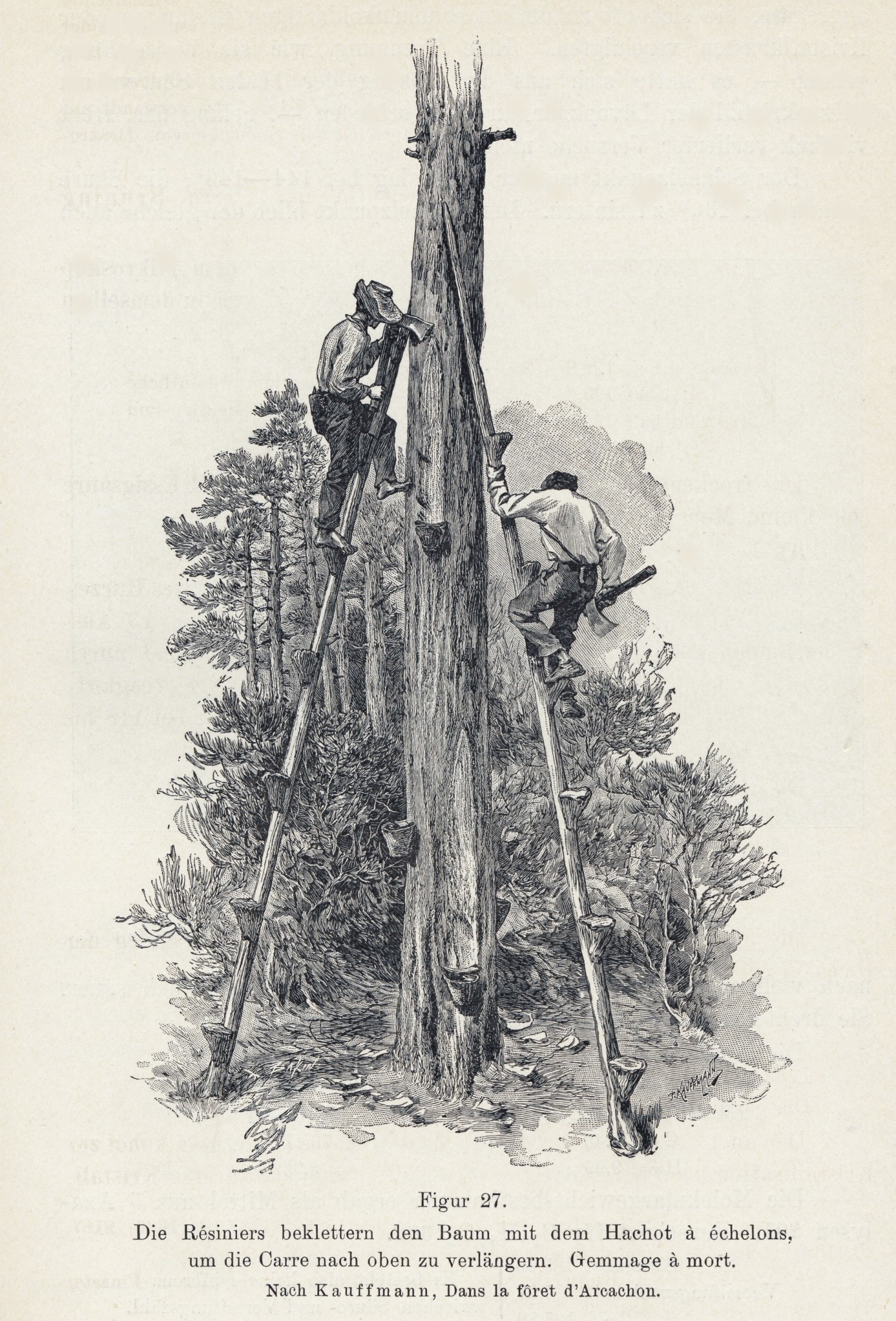
Illustration du gemmage landais par Alexander Tschirch dans Die Harze und die Harzbehälter mit Einschluss der Milchsäfte (1906).
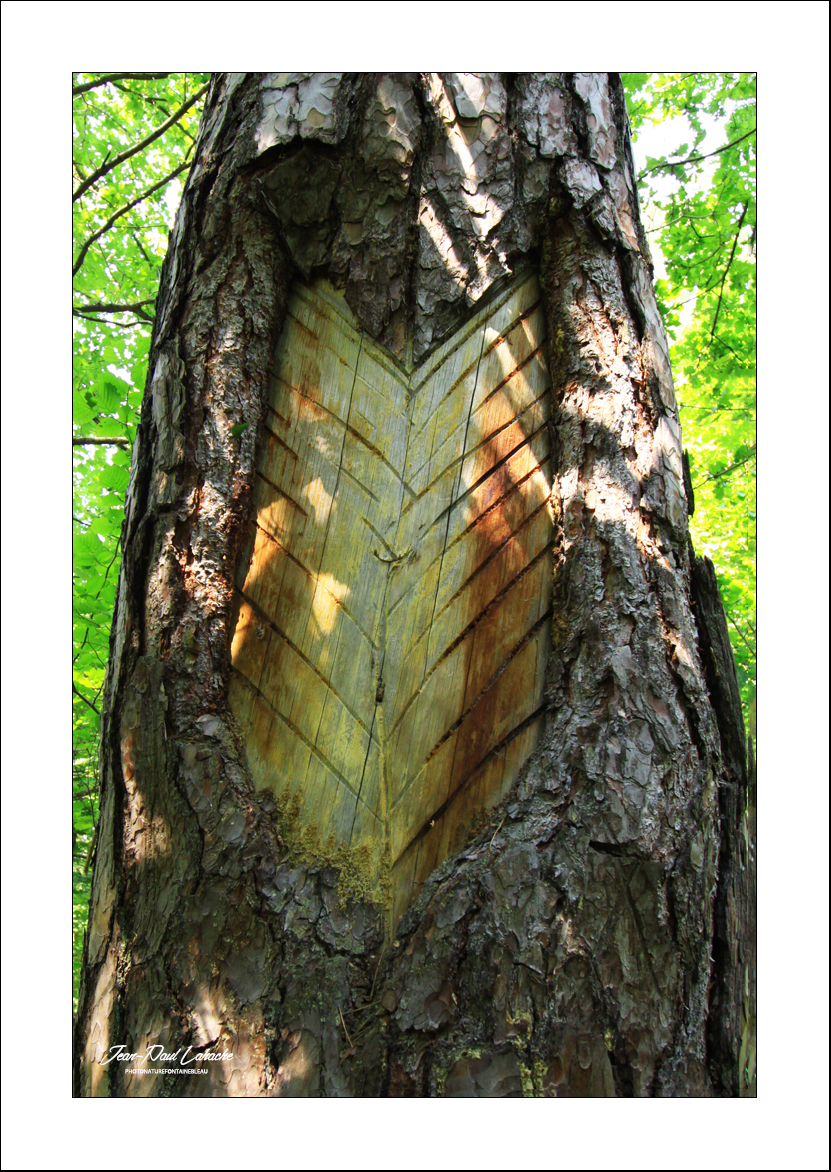
Cicatrice en arêtes de poisson gemmage forêt polonaise
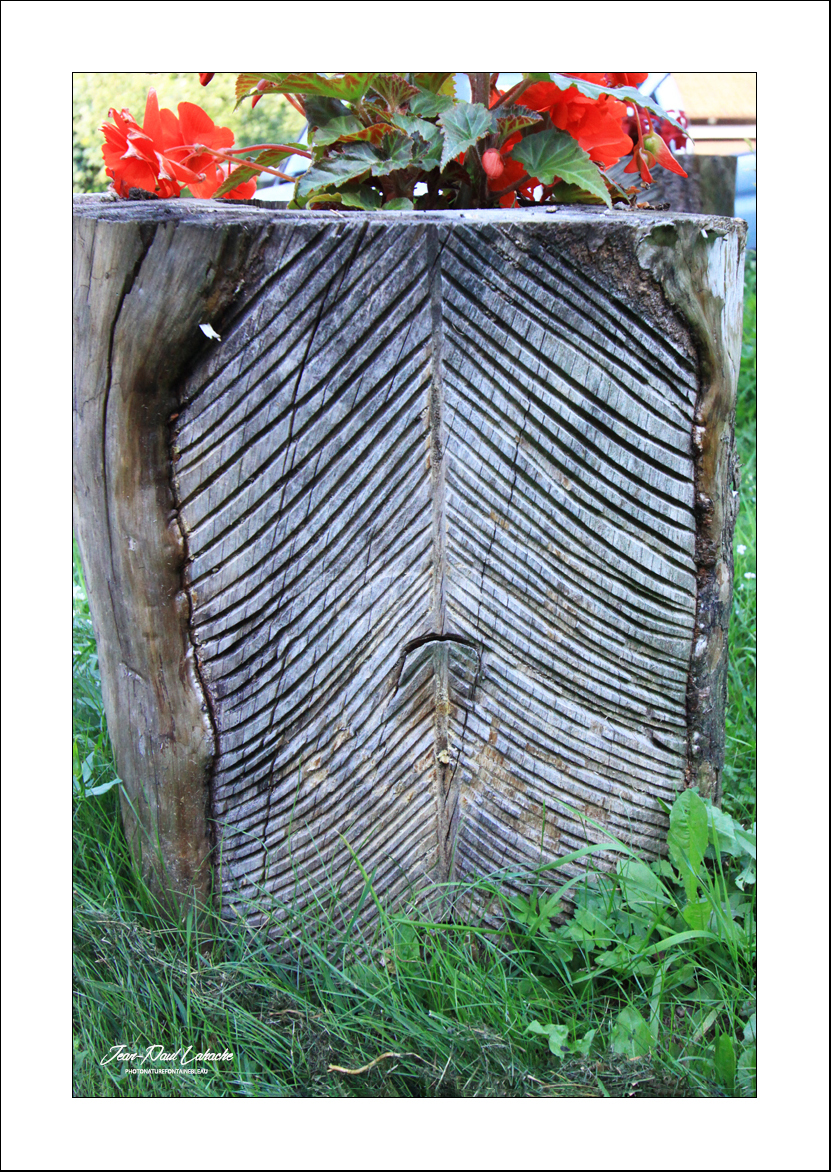
Cicatrices en arêtes de poisson

## Sources
- Claude Courau, Le Gemmage en forêt de Gascogne, Princi Negre Éditions, Bordeaux, 1995
- Bénédicte et Jean-Jacques Fénié, Petit vocabulaire de la forêt landaise, éditions Confluences, Bordeaux, 2002, 64 pages.
- Jacques Sargos, Histoire de la forêt Landaise, L'Horizon chimérique, Bordeaux, 1997
- Jean Louis Guidez, Les Larmes de résine, Éditions SIC, Marmande, 1999